# Anatoli Petrovitch Aleksandrov
Pour les articles homonymes, voir Aleksandrov.
Anatoli Petrovitch Aleksandrov (en russe : Анатолий Петрович Александров), né le 31 janvier 1903 (13 février dans le calendrier grégorien) à Tarachtcha (dans l'Empire russe, aujourd'hui en Ukraine) et décédé le 3 février 1994 à Moscou (Russie), est un physicien soviétique. Il fut directeur de l'institut Kourtchatov et président de l'Académie des sciences de Russie de 1975 à 1986.

## Biographie
Alexandrov meurt d'un arrêt cardiaque le 3 février 1994 à Moscou. Il est enterré au cimetière Mitinskoe à Moscou.

## Distinctions
Principaux titres et décorations :
- Trois fois héros du travail socialiste  (1954, 1960, 1973)
- Neuf fois l'ordre de Lénine  (1945, 1949, 1953, 1954, 1956, 1960, 1973, 1978, 1983)
- Ordre de la révolution d'Octobre (1971)
- Ordre du Drapeau rouge du Travail (1945)
- Médaille pour la Défense de Stalingrad (1945)
- Médaille pour la Défense de Sébastopol (1945)
- Ordre de la Guerre patriotique (1985)
- Prix Staline (1942, 1949, 1951, 1953)
- Prix Lénine (1959)
- Diplôme du Présidium du Soviet suprême de la fédération de Russie (1993)
- Médaille Kourtchatov (en) (1968)
- Médaille Lomonossov  (1978)
- Ordre de Sukhe Bator (1982)